# Nușfalău
Nușfalău (in ungherese Szilágynagyfalu) è un comune della Romania di 3 757 abitanti, ubicato nel distretto di Sălaj, nella regione storica della Transilvania. 
Il comune è formato dall'unione di 2 villaggi: Bilghez e Nușfalău.
Nel corso del 2005 si sono staccati da Nușfalău i villaggi di Boghiș e Bozieș, andati a formare il comune di Boghiș.